# Ghale-je Tugh
Ghale-je Tugh (pers. قلعه طوق) – miejscowość w Iranie, w ostanie Chuzestan. W 2006 roku miejscowość liczyła 1998 mieszkańców w 373 rodzinach.